# Cuba nos Jogos Olímpicos de Verão de 1904
Cuba competiu nos Jogos Olímpicos de Verão de 1904, em Saint Louis, Estados Unidos.

## Resultados por Evento

### Atletismo
Atletismo nos Jogos Olímpicos de Verão de 1904
| Evento             | Posição | Atleta           | Final        |
| ------------------ | ------- | ---------------- | ------------ |
| Maratona masculina | 4º      | Andarín Carvajal | Desconhecido |

### Esgrima
Esgrima nos Jogos Olímpicos de Verão de 1904
| Evento            | Posição | Esgrimista            | Semifinal             | Final |
| ----------------- | ------- | --------------------- | --------------------- | ----- |
| Florete masculino | 1st     | Ramón Fonst           | 4-0 1º na semifinal A | 3-0   |
| Florete masculino | 2nd     | Albertson Van Zo Post | 3-1 2º na semifinal A | 2-1   |
| Florete masculino | 3rd     | Charles Tatham        | 2-1 2º na semifinal B | 1-2   |

| Evento            | Posição | Esgrimista                                    | Final        |
| ----------------- | ------- | --------------------------------------------- | ------------ |
| Florete masculino | 1st     | Ramón Fonst Albertson Van Zo Post Manuel Díaz | 1-0 (7-2)    |
| Espada            | 1º      | Ramón Fonst                                   | Desconhecido |
| Espada            | 2º      | Charles Tatham                                | Desconhecido |
| Espada            | 3º      | Albertson Van Zo Post                         | Desconhecido |
| Sabre masculino   | 1º      | Manuel Díaz                                   | 3-0          |
| Sabre masculino   | 3º      | Albertson Van Zo Post                         | 2-1          |
| Bastão masculino  | 1º      | Albertson Van Zo Post                         | 11           |